# NGC 5253
NGC 5253 ist eine irreguläre Zwerggalaxie vom Hubble-Typ Im im Sternbild Zentaur am Südsternhimmel. Sie ist schätzungsweise 12 Millionen Lichtjahre von der Milchstraße entfernt und wird als Starburstgalaxie klassifiziert.
Im Jahre 1972 wurde hier die Typ Ia-Supernova SN 1972E beobachtet.
Das Objekt wurde am 15. März 1787 von Wilhelm Herschel entdeckt.

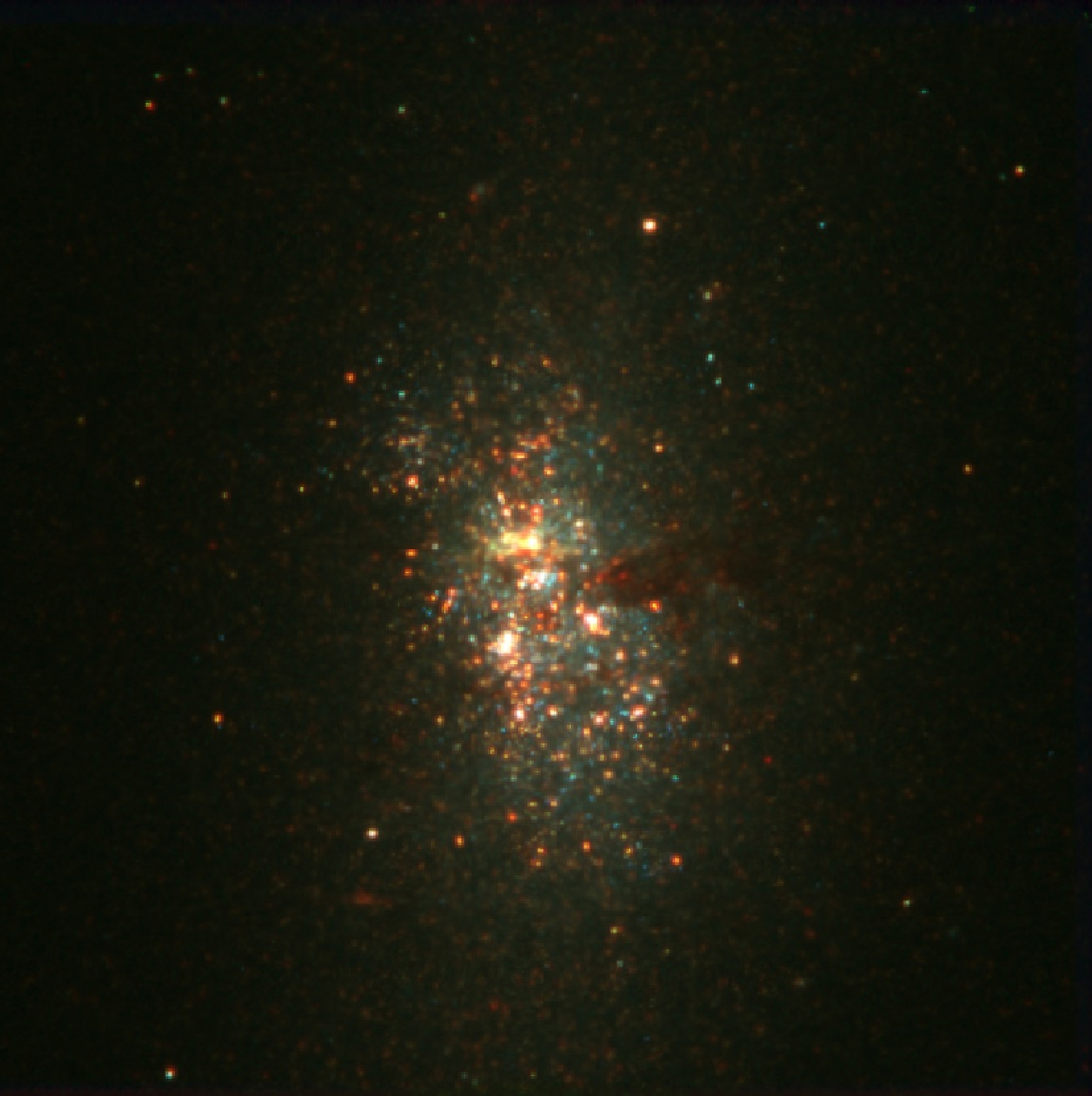
Überlagerung von Aufnahmen durch das Hubble-Weltraumteleskop (blau: 550 nm, grün: 790 nm) und durch das VLT (rot: 2160 nm)
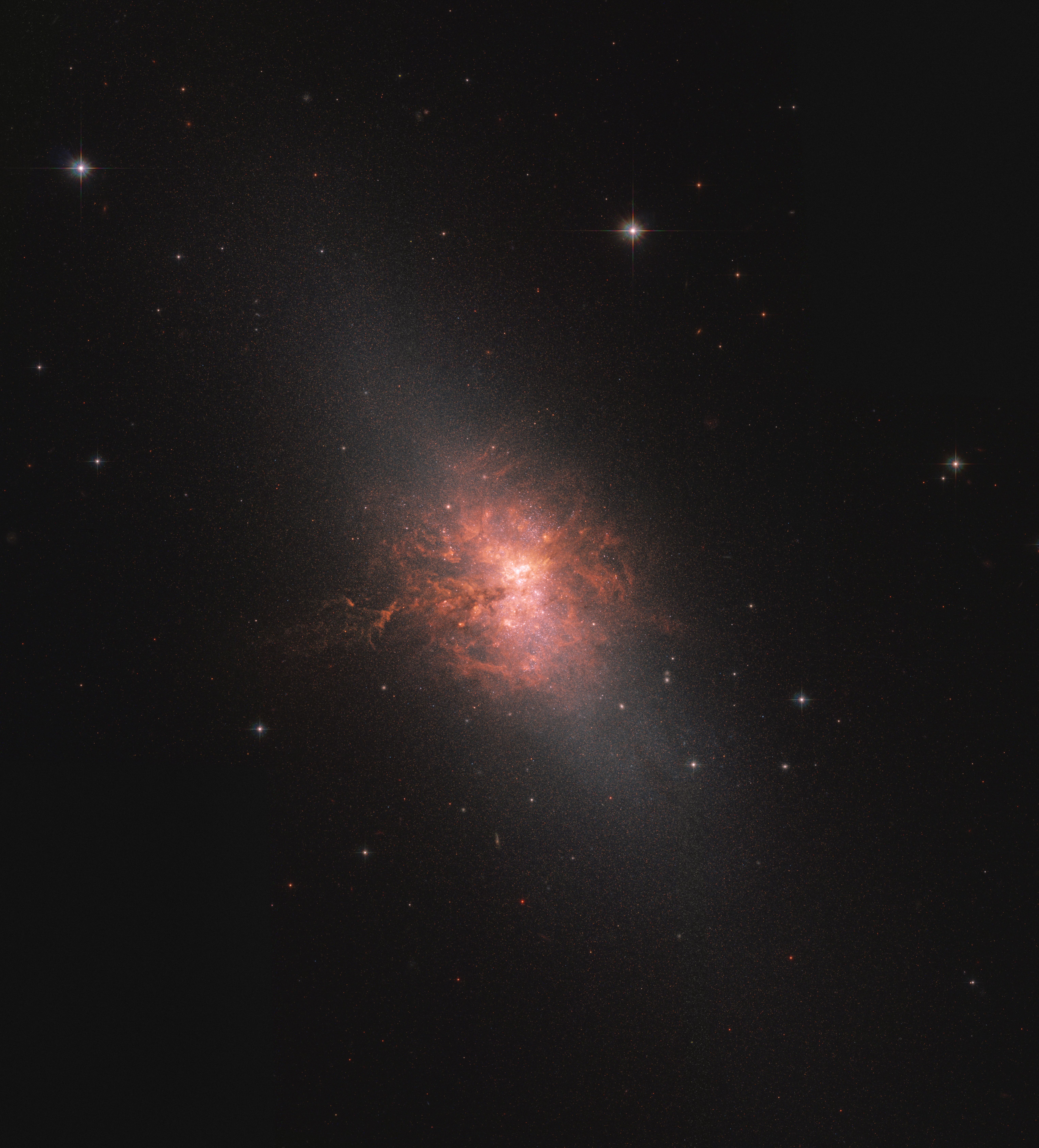
Aufnahme des HST